# Deutsches Zweirad- und NSU-Museum
Deutsche Zweirad- und NSU-Museum i Neckarsulm ligger i Deutschordensschloss och öppnades 1956. Museet är ett av de största i sitt slag med 300 utställningsföremål. Förutom cykelns och motorcykelns historia och utveckling visar museet NSU:s historia. NSU har präglat stadens historia med sina cykel- och motorcykeltillverkning. Museet har byggts ut i olika omgångar och NSU-avdelningen öppnades 1986.